# Carlo Mattioli
Carlo Mattioli (ur. 23 października 1954 w Pergoli) – włoski lekkoatleta, chodziarz, dwukrotny olimpijczyk.

## Kariera sportowa
Zdobył brązowy medal w chodzie na 20 kilometrów na igrzyskach śródziemnomorskich w 1979 w Splicie. Na uniwersjadzie w 1981 w Bukareszcie zdobył srebrny medal w tej konkurencji.
Zdobył srebrny medal na halowych mistrzostwach Europy w 1982 w Mediolanie w chodzie na 5000 metrów (była to konkurencja pokazowa), za swym rodakiem Maurizio Damilano, a przed Martinem Toporkiem z Austrii. Na mistrzostwach Europy w 1982 w Atenach zajął 6. miejsce w Chodzie na 20 kilometrów, a na mistrzostwach świata w 1983 w Helsinkach 18. miejsce w tej konkurencji.
Zajął 5. miejsce w chodzie na 20 kilometrów na igrzyskach olimpijskich w 1984 w Los Angeles oraz 11. miejsce na tym dystansie na mistrzostwach Europy w 1986 w Stuttgarcie. Awansował do finału chodu na 5000 metrów na halowych mistrzostwach Europy w 1987 w Liévin, lecz został w nim zdyskwalifikowany. Zajął 5. miejsce w chodzie na 20 kilometrów na mistrzostwach świata w 1987 w Rzymie. Zdobył srebrny medal w tej konkurencji na igrzyskach śródziemnomorskich w 1987 w Latakii, a na igrzyskach olimpijskich w 1988 w Seulu zajął na tym dystansie 19. miejsce.
Pięciokrotnie startował w pucharze świata w chodzie na 20 kilometrów, a raz (w 1991) w chodzie na 50 kilometrów, zajmując następujące miejsca: 1981 w Walencji – 13. miejsce,  1983 w Bergen – 7. miejsce, 1985 w St. John's – 8. miejsce, 1987 w Nowym Jorku – 18. miejsce, 1989 w L’Hospitalet – 35. miejsce i 1991 w San Jose – 39. miejsce.
Mattioli był mistrzem Włoch w chodzie na 10 000 metrów w 1980 i 1986 oraz w chodzie na 20 kilometrów w 1987, a w hali mistrzem swego kraju w chodzie na 5000 metrów w latach 1979, 1980 i 1985–1987.

## Rekordy życiowe
Rekordy życiowe Mattioliego:
- chód na 10 00 metrów – 39:53,40 (5 maja 1985, Modena)
- chód na 20 kilometrów – 1:21:11 (24 września 1983, Bergen)
- chód na 50 kilometrów – 4:01:23 (17 marca 1985, Canicattì)
- chód na 5000 metrów  (hala) – 19:12,58 (1 lutego 1984, Mediolan)